# Нідерланди на Європейських іграх 2015
Нідерланди на перших Європейських іграх у Баку були представлені 117 атлетами.

## Медалісти
| Медаль | Ім'я                                                                  | Спорт            | Дисципліна                                        |
| ------ | --------------------------------------------------------------------- | ---------------- | ------------------------------------------------- |
| Золото | Еллен ван Дайк                                                        | Велоспорт        | Гонка з роздільним стартом (жінки)                |
| Золото | Лі Цзяо                                                               | Настільний теніс | Одниночки (жінки)                                 |
| Золото | Ліке Веверс                                                           | Гімнастика       | Колода (жінки)                                    |
| Золото | Марріт Стенберген                                                     | Плавання         | 100 м вільним стилем (жінки)                      |
| Золото | Ноухка Фонтайн                                                        | Бокс             | До 75 кг (жінки)                                  |
| Золото | Кім Поллінг                                                           | Дзюдо            | До 70 кг (жінки)                                  |
| Золото | Генк Грол                                                             | Дзюдо            | До 100 кг (чоловіки)                              |
| Золото | Марінде Верверк                                                       | Дзюдо            | До 78 кг (жінки)                                  |
| Срібло | Рахел Кламер                                                          | Триатлон         | Індивідуальні (жінки)                             |
| Срібло | Стеф Клемент                                                          | Велоспорт        | Гонка з роздільним стартом (чоловіки)             |
| Срібло | Брітт Ерланд Лі Цзє Лі Цзяо                                           | Настільний теніс | Жіноча команда                                    |
| Срібло | Лі Цзє                                                                | Настільний теніс | Одиночки (жінки)                                  |
| Срібло | Казимир Шмідт                                                         | Гімнастика       | Опорний стрибок (чоловіки)                        |
| Срібло | Сьєф ван ден Берг                                                     | Стрільба з лука  | Індивідуальні (чоловіки)                          |
| Срібло | Лаура ван Енгелен Фредерик Янссен П'єн Шравезанде Марріт Стенберген   | Плавання         | 4 × 100 м еставета, вільним стилем (жінки)        |
| Срібло | Іріс Тьйонк Тес Шоутен Йозеїн Вайхуйс Марріт Стенберген               | Плавання         | 4 × 100 м еставета, комплексне плавання (жінки)   |
| Срібло | Марріт Стенберген                                                     | Плавання         | 50 м вільним стилем (жінки)                       |
| Срібло | Марріт Стенберген                                                     | Плавання         | 200 м вільним стилем (жінки)                      |
| Срібло | Лаура ван Енгелен Фредерик Янссен Марріеке Тьєнстра Марріт Стенберген | Плавання         | 4 × 200 м еставета, вільним стилем (жінки)        |
| Срібло | Тван ван Гендт                                                        | Велоспорт        | BMX (чоловіки)                                    |
| Бронза | Селен ван Гернер Ліза Топ Лік Веверс                                  | Гімнастика       | Командна комлекна художня гімнастика (жінки)      |
| Бронза | Аннемік ван Влойтен                                                   | Велоспорт        | Гонка з роздільним стартом (жінки)                |
| Бронза | Лік Веверс                                                            | Гімнастика       | Індивідуальна комлекна художня гімнастика (жінки) |
| Бронза | Сьєф ван ден Берг Мітч Ділеманс Рік ван дер Вен                       | Стрільба з лука  | Чоловіча команда                                  |
| Бронза | Анна ван дер Брегген                                                  | Велоспорт        | Шосейна гонка (жінки)                             |
| Бронза | Ліза Топ                                                              | Гімнастика       | Опорний стрибок (жінки)                           |
| Бронза | Лік Веверс                                                            | Гімнастика       | Вільні вправи (жінки)                             |
| Бронза | Гуїлом Елмон                                                          | Дзюдо            | До 90 кг (чоловіки)                               |
| Бронза | Гусьє Стенхуїс                                                        | Дзюдо            | До 78 кг (жінки)                                  |